# Troisvaux
Troisvaux település Franciaországban, Pas-de-Calais megyében. Lakosainak száma 288 fő (2022. január 1.). Troisvaux Conteville-en-Ternois, Saint-Pol-sur-Ternoise, Brias, Gauchin-Verloingt, Hernicourt, Huclier és Valhuon községekkel határos.

## Népesség
A település népessége az elmúlt években az alábbi módon változott:
| Lakosok száma | 294  | 278  | 277  | 279  | 274  | 300  | 296  | 292  | 288  |
|               | 2013 | 2015 | 2016 | 2017 | 2018 | 2019 | 2020 | 2021 | 2022 |